# 前52年
| 千纪： | 前1千纪 |
| 世纪： | 前2世纪 \| 前1世纪 \| 1世纪                                                                                |
| 年代： | 前80年代 \| 前70年代 \| 前60年代 \| 前50年代 \| 前40年代 \| 前30年代 \| 前20年代                           |
| 年份： | 前57年 \| 前56年 \| 前55年 \| 前54年 \| 前53年 \| 前52年 \| 前51年 \| 前50年 \| 前49年 \| 前48年 \| 前47年 |
| 纪年： | 西汉甘露二年                                                                                               |

## 大事记
- 羅馬共和國在阿萊西亞之戰取得高盧戰爭中決定性的勝利，高盧各部落在維欽托利的領導下掀起了大起義，最初獲勝，後被凱撒鎮壓下來。

## 逝世
- 普布利乌斯·克洛狄乌斯·普尔喀，罗马共和国政治家。
- 蘇雷納，安息帝國貴族，出身安息七大家族之一的蘇倫家族，曾率安息帝國軍隊在卡萊戰役擊敗克拉蘇率領的羅馬軍隊。